# Обыкновенный ремнец
Обыкновенный ремнец, или обыкновенная лигула (лат. Ligula intestinalis) — вид паразитических плоских червей из отряда Diphyllobothriidea.

## Строение
Взрослые ремнецы имеют от 3 до 200 см в длину, а в ширину не более 1,2 см. Тело ремневидное. У родов Ligula и Digramma не расчленено на проглоттиды, у рода Schistocephalus членистое уже на фазе личинки — плероцеркоида. Головка с двумя продольными прикрепительными ботриями. Многочисленные — до двух тысяч — гермафродитные половые комплексы располагаются в один, реже в два продольных ряда.

## Жизненный цикл
Попавшее в воду яйцо превращается в личинку — корацидий. Он покрыт ресничками и может свободно плавать. Затем его заглатывают веслоногие рачки. В их теле личинка превращается в процеркоида — личинку, уже лишённую ресничек. Затем процеркоид попадает в рыбу, вызывая лигулоз (обычно это карпы); проникает из кишечника в полость и становится плероцеркоидом. Он живёт в заражённой рыбе около 14 месяцев. Во время роста ремнеца брюхо рыбы вздувается, он давит на органы рыбы, повреждает и даже вызывает их атрофию. Изредка плероцеркоиду удаётся разорвать тело рыбы и выпасть в воду, в этом случае и рыба и ремнец погибают. Обычно же рыба со временем теряет равновесие и начинает держаться у поверхности воды, что делает её лёгкой добычей чаек и других водных рыбоядных птиц. Через несколько часов паразит начинает выделять яйца, и птица, съевшая заражённую рыбу, невольно рассеивает их. Затем лигула гибнет.

## Источник
- Рыжиков К. М., Ошмарин П. Г. Класс Цестоды (Cestoidea) // Жизнь животных / Л. А. Зенкевич. — Москва: Просвещение, 1968. — Т. 1. Беспозвоночные (Простейшие — Плеченогие). — С. 379—380.